# Жан-Батист ван Лоо
Жан-Батист ван Лоо (фр. Jean-Baptiste van Loo; 11 січня 1684 — 19 грудня 1745) — французький художник-портретист часів Французького королівства.

## Життєпис
Походив з династії художників ван Лоо. Старший син Луї-Абрахама ван Лоо. Народився 1684 року в Екс-ан-Провансі. Навчався малюванню у свого батька, виявивши неабиякий хист. Потім разом з батьком працював в Грассі, Ніцці, на Майорці. Вже юнаком виконував замовлення для церков і офіційних організацій в Тулоні в 1706—1707 роках. Вивчав роботи П'єра Пюже в Тулонському арсеналі. В цей час одружується. 1707 року повертається до Екса внаслідок військової загрози від Савойського війська (в цей час тривала війна за іспанську спадщину). Тут міфологічними сценами розмалював павільйон Ленфан. Згодом запрошується до князівство Монако, де малює декілька портретів членів родини тамтешнього володаря Антуана I.
У 1707 році Жан-Батист залишає Тулон і за підтримки свого покровителя — Віктора-Амадея I, принца Каріньяна — вирушає до Риму, де бере уроки у Бенедетто Луті. У Римі він пише полотна для кількох церков; найвідоміша з його римських робіт — «Катування Христа» для собору Санта-Марія в Монтичеллі.
У 1712 році після смерті батька стає вчителем свого молодшого брата Шарля-Анндре. У 1712—1719 роках знову перебував в Італії . Спочатку був в Генуї, потім Турині. У 1714 року перебирається до Риму. 1719 року знову деякий час мешкав в Турині, де розписав дві стелі в замку Ріволі. Також пише портрети савойської аристократії.
У 1720 року перебирається до Парижу, де через власне банкрутство вимушен брати багато замовлень, насамперед портретів (королеви Марії Лещинської, її батька герцога Станіслава Лещинського, короля Людовика XV. Також виконував роботи для абаства Сен-Жермен-де-Пре, розписував стелю машинного відділення Пале-Роялю. 1722 року стає тимчасовим членом Королівської академії мистецтв. У цей період створює переважно полотна релігійного змісту для церков, займається реставраційними роботами, зокрема оновллює картинну галерею Франнциска I в замку Фонтенбло у 1724 році.
1731 року за картину «Діана і Ендіміоном» стиає постійним членом Королівської академії мистецтв. У 1735 року на нетривалий час повертається до Провансу. У 1737 року їде до Великої Британії, де, пише портрети принцеси Амелії Великоританської, першого лорда Казначейства Роберта Волпола, поетів Олександра Поупа і Коллі Сайбера. Великим його успіхом було портретування принца Вельського Фредеріка.
У 1742 році внаслідок погіршення стану здоров'я, художник повертається до південної Франції, де постійно мешкає в Ексі. Помер 1745 року.

## Родина
Дружина — Маргарита Ле Брюн, донька тулонського адвоката
Діти:
- Луї-Мішель (1707—1771), перший живописець короля Іспанії
- Франсуа (1708—1732)
- Марія-Анна (1711—д/н), дружина лондонського купця Антуана Бергенра
- Шарль-Амадей-Філіпп (1719—1795), перший художник короля Пруссії
- Клод (д/н — 1738/1742)
- Жозеф-Іполіт, іспанський військовик